# آراسلی گونسالس
آراسلی گونسالس (اسپانیایی: Araceli González‎؛ زادهٔ ۱۹ ژوئن ۱۹۶۷) بازیگر، مجری تلویزیون و مانکن اهل آرژانتین است.
از فیلم‌ها یا مجموعه‌های تلویزیونی که وی در آن‌ها نقش داشته است، می‌توان به زنان قاتل اشاره نمود.